# Discopathe
Discopathe (także Discopath) to niezależny kanadyjski film fabularny z 2013 roku, napisany i wyreżyserowany przez Renauda Gauthiera, z Jérémie'm Earpem-Lavergne obsadzonym w roli głównej. Światowa premiera obrazu odbyła się 3 sierpnia 2013 podczas Fantasia Film Festival w Montrealu. 10 czerwca 2014 nastąpiła komercyjna premiera projektu. Discopathe opowiada historię młodego mężczyzny, dokonującego brutalnych morderstw pod wpływem muzyki disco. Odbiór filmu przez krytyków był zasadniczo pozytywny.

## Obsada
- Jérémie Earp-Lavergne − Duane Lewis
- Sandrine Bisson − Mireille Gervais
- François Aubin − inspektor Sirois
- Catherine Antaki − Caroline Valois
- Christian Paul − detektyw Willis